# Skrymir (satelit)
Skrymir (Saturn LVI), cunoscut provizoriu ca S/2004 S 23, este un satelit natural al lui Saturn. Descoperirea sa a fost anunțată de Scott S. Sheppard⁠(d), David C. Jewitt⁠(d) și Jan Kleyna⁠(d) pe 7 octombrie 2019 din observații efectuate între 12 decembrie 2004 și 22 martie 2007.  Și-a primit denumirea permanentă în august 2021. Pe 24 august 2022, a fost numit oficial după Útgarða-Loki (cunoscut și ca Skrýmir).  Este un jötunn din mitologia nordică și maestru al iluziilor.
Skrymir are aproximativ 4 kilometri în diametru și orbitează în jurul lui Saturn la o distanță medie de 21,163 Gm în 1149,82 zile, la o înclinație de 177° față de ecliptică, într-o direcție retrogradă și cu o excentricitate de 0,373. 